# Comuna Podorojnie, Strîi
Podorojnie (în ucraineană Подорожнє) este o comună în raionul Strîi, regiunea Liov, Ucraina, formată din satele Lanî-Sokolivski, Podorojnie (reședința) și Zaricine.

## Demografie
Componența lingvistică a comunei Podorojnie
     Ucraineană (99,75%)
     Alte limbi (0,17%)
Conform recensământului din 2001, majoritatea populației comunei Podorojnie era vorbitoare de ucraineană (99,75%), existând în minoritate și vorbitori de alte limbi.